# Каллахэн, Стивен
Сти́вен Ка́ллахэн (англ. Steven Callahan, род. 6 февраля 1952 года) — американский яхтсмен, известный тем, что в 1982 году, потерпев кораблекрушение, за 76 дней пересёк Атлантический океан на надувном спасательном плоту. Книга об этом путешествии «В дрейфе: 76 дней в плену у моря» (Adrift: 76 Days Lost At Sea, 1986) продержалась в списке бестселлеров газеты «Нью-Йорк Таймс» 36 недель.

## Биография. Опыт выживания
Судостроитель по образованию, Каллахэн конструировал яхты, на которых сам же и ходил, а основным источником дохода для него была журналистика: он писал для яхтенных журналов, в том числе Sailor, а также был редактором издания Cruising World. 
Осенью 1981 года он отплыл из Ньюпорта для участия в одиночной гонке Mini transat 6.50 на 6,5 метровом шлюпе «Наполеон-Соло». Посетив Пензанс, он выбыл из гонки в Ла-Корунье, и был вынужден встать на ремонт. 29 января 1982 года он вышел с канарского острова Иерро, направляясь в Антигуа. В результате недельного шторма, 5 февраля шлюп затонул (Каллахэн полагал, что в ночь  с 4 на 5 февраля 1982 г. его мог протаранить кит) в 450 милях от островов Зелёного Мыса, а сам Стивен эвакуировался на шестиместном надувном плоту фирмы Avon, состоящем из двух кольцевых надувных камер, с мягким резиновым полом и тентом. Его диаметр составлял около 6 футов (1,8 м), не позволяя моряку выпрямиться в полный рост. Гарантийный ресурс плота составлял только 40 суток. Из имущества у него были навигационные карты, гарпунное ружьё, три солнечных опреснителя воды и спальный мешок, а также книга о выживании в открытом море. Он также упоминал и об опыте Линь Пэна.
Плот несло Южным Пассатным течением с очень небольшой скоростью. У моряка не было навигационных приборов, и он сделал некое подобие секстанта из карандашей. Поскольку у Каллахэна быстро заканчивались запасы провианта, он был вынужден охотиться на дорад и спинорогов (всего за 76 дней он поймал 12 дорад и 12 спинорогов), иногда удавалось поймать птицу или несколько летучих рыб. Пищу он вынужден был употреблять сырой или слегка подвяленной на солнце, кровь, спинномозговая и глазная жидкость рыб позволяли немного компенсировать обезвоживание организма. Солнечные опреснители первое время позволяли получать около полулитра пресной воды в сутки, удавалось также собирать дождевую воду. 
Поскольку плот был очень невелик, а радиомаяк оказался неэффективен, Каллахэна не заметили девять судов, мимо которых он проплывал, и ему приходилось полагаться только на собственные силы. На 42-й день дрейфа он убил, но потерял крупную дораду, а на 43-й сломал гарпун и распорол одну из двух надувных камер своего плота. Последствия аварии были устранены только к 53-му дню дрейфа, это едва не стоило Стивену рассудка. Было много и других происшествий: волны едва не опрокидывали плот, совершила нападение акула, на 56-й день Каллахэн отравился краской, облезавшей с тента, и попавшей в питьевую воду. 
На 75-й день — 20 апреля 1982 года — течение принесло плот к острову Мари Галант, а на следующий день Каллахэна подобрали рыбаки, привлечённые большой стаей птиц, круживших над плотом. Каллахэн пересёк Атлантический океан на дистанцию примерно 1800 морских миль (3300 км). 
Моряк потерял треть массы тела (44 фунта = 19,9 кг), и был покрыт многочисленными язвами — его кожу разъедала морская вода, а смыть с себя соль не удавалось, по причине крайнего дефицита пресной воды. Однако Каллахэн упоминает, что так и не заболел цингой, поскольку получал витамины из крови рыб. 
Свой опыт выживания Каллахэн обобщил в мемуарах о дрейфе (переведены на русский язык в 1990 году), а также справочнике для выживания в море. Ряд собственных открытий, сделанных в ходе дрейфа, Каллахэн запатентовал и использовал для разработки более совершенных средств спасения на водах.
В 2012 году Энг Ли пригласил Каллахэна участвовать в качестве консультанта по выживанию в море при создании фильма «Жизнь Пи». Каллахэн также изготовил снасти, используемые героем фильма.